# S-アデノシルメチオニン
S-アデノシルメチオニン（英: S‐adenosylmethionine、SAM、SAM-e）とは、アデノシンとメチオニンとから生体内で合成される生体内物質である。S-アデノシル-L-メチオニンやアデメチオニン（Ademetionine、AdoMet）、活性メチオニン（active methionine）などとも呼ばれる。

## 概要
アデノシンとメチオニンとはメチルスルホニウム結合を介して連結しているが、このメチルスルホニウム結合は高エネルギー結合であり、このメチル基がコリン・クレアチニンなどのメチル化合物生成に利用される。メチル基を失ったS-アデノシルメチオニンはS-アデノシル-L-ホモシステイン（SAH）となる。
動物では肝臓においてメチオニントランスアデニラーゼによりL‐メチオニンとATPから生成される。S-アデノシルメチオニンはポリアミン代謝の重要な中間体であり、脱炭酸反応によりアミノプロピル体となった後、プトレシンに付加するとスペルミジンが生成する。スペルミジンはアミノブチル基に付加してスペルミンとなる。
植物においては、S-アデノシルメチオニンからシクロプロパンカルボン酸を経由して植物ホルモンであるエチレンが産生する。
補欠分子族の一種で、メチル基供与体として作用する。例えば、DNAメチルトランスフェラーゼによってSAMのメチル基がDNA塩基に転移し、塩基にメチル基が修飾される、いわゆるDNAメチル化と呼ばれる反応が起きる。メチル化されたDNAは遺伝子発現などを変化させるため、エピジェネティクスの分野で重要な研究対象となっている。

## 治療上の使用
アメリカとカナダでは、SAMはSAM-eのマーケティング名の下で栄養サプリメントとして販売されている。（またSAMEやSAMeの綴り:「sam ee」あるいは「Sammy」と発音される） SAMはまた、ロシア、イタリアおよびドイツでは、Gumbaral、Samyr、Adomet、HeptralやAdmethionineの商標で、認可された処方薬として販売されている。
複数の臨床試験を含むいくつかの研究では、定期的にSAMを摂取することで、うつ病、肝疾患、変形性関節症の痛みと闘う助けとなる可能性が示唆されている。他のすべての適応症はまだ証明されていない。
2016年のシステマティックレビューではうつ病に対する使用の研究はあるが質の高い証拠は見つからなかった。
アメリカでのSAMの治療上の使用は、ダイエタリー・サプリメントとしての人気を得て、とりわけ1994年の栄養補助食品健康教育法が制定された後に増加した。この法律はサプリメントとしてのSAMの販売を許可し、従ってアメリカ食品医薬品局(FDA)の薬としての規制上の要件を回避した。
まず、一連の証拠は、内因性のSAMの異常な低値はアルツハイマー病（AD）の進行に重要な役割を果たすかもしれないことを示唆し、したがってSAMはADの治療での治療可能性を秘めているかもしれない。しかしさらなる研究では、この影響はおそらくビタミンB12欠乏に起因し、B12の非存在下で1炭素の転送を（葉酸とともに）行うことができないことに起因する神経学的欠陥の結果であることを示した。SAMの深刻な低レベルは、脳脊髄液及び検査されたAD患者の全ての脳の部位で見つかった。
SAMeは変性性関節炎の治療で研究されてきた。SAMeは変形性関節症に伴う痛みを軽減する。最適な服用量はまだ決定されていないが、SAMeでは非ステロイド抗炎症剤と同程度の効果が現れる。続く研究はこれらの研究結果を裏付ける理由となる。

## 経口形態・用法・副作用

### 経口形態
経口のSAMは、腸溶性錠剤（400-1000ミリグラム）の摂取の3～5時間後にピーク血漿濃度に達する。半減期は約100分である。変性性関節炎の治療に十分な効果に達するために、1か月までを必要とするかもしれない。構造不安定性のため、SAMの安定した塩形態は経口薬として使用するために必須である。メリーランド大学は一般に用いられる塩類を一覧にする:トシル基、en:butanedisulfonate、en:disulfate tosylate、en:disulfate ditosylate、そしてen:disulfate monotosylate。
2008年にFDAが義務付けた適正製造基準（英語: Good manufacturing practice）（GMPs）の到来で、製造業者はの自社製品のラベルに記載されているものを包含することを裏付ける必要がある。この目的を達成するかどうかは疑問視された。この検査は、適切に製造されパッケージされたSAMは、3年以上の品質保持期限を有することを示した:しかしながら、ほとんどの製造ラベルは2年間の品質保持期限である。
SAMのbutanedisulfonate塩が、より安定するか吸収されやすいという表示は、通常証拠として引用された出典では裏付けない。臨床試験では異なる塩類が使われ成功を収めているが、しかし1対1で比較して公開されていない。

### 用法
SAMは空腹時に最も吸収される。ホイルかホイルのブリスターパックでパッケージされた腸溶性錠剤（英語: Enteric coating）は、安定性を高め吸収性を向上させる。SAMは劣化を防ぐために涼しく乾燥した場所で保存すべきである。
治療的な投与量は400ミリグラム/日から1600ミリグラム/日の範囲で、いくつかの事例ではより高容量が用いられた。
選択的セロトニン再取り込み阻害薬(SSRI)に無反応の大うつ病性障害の患者73名に、二重盲検のランダム化比較試験で、6週間にわたり抗うつ剤の処方に加え800ミリグラムのSAMを1日2回摂取したところ、応答率36.1%・寛解率25.8%と偽薬群に比較して有意な差が得られた。メタアナリシスを含むいくつかの研究で、抗うつ薬とSAM単体の投与で応答率や効果の大きさがおよそ同等であることを示している。
一部の医師は、よくない副作用をもたらすことなく軽度のうつ病を治療するために、50～200ミリグラム/日の範囲の低用量を推奨する。

### 有害作用
消化器疾患、消化不良および不安がSAMの摂取により生じる場合がある。長期的な影響は不明である。SAMは弱いDNAアルキル化剤である。

### 起こり得る副作用
一度SAMがコリンにメチル基を提供すると、クレアチン、カルニチン、DNA、転移リボ核酸、ノルアドレナリンおよび他の化合物の生成の際にS-アデノシル-ホモシステイン（SAH）に変換される。通常の状況の下では、ホモシステインはビタミンB6、ビタミンB12、葉酸（SAMの主な補因子）が存在する状態で、最終的にはメチオニン、SAM、またはシステイン、グルタチオン、その他の有用物質に変換されて出てくる。これらのビタミンが十分な量が存在しない場合、SAMはしっかりと分解しないことがある。結果として、十分な利益が得られず、またホモシステインが危険なレベルに増加する可能性がある。小さな研究はホモシステイン・レベル上のSAMの一貫した影響を示していないが、しかし、より多くの研究が必要である。
高レベルのホモシステインは動脈硬化（動脈の硬化や狭窄）と結びついており、同様に心臓発作、脳卒中、肝臓の損傷、場合によりアルツハイマー病のリスクの増加させる。したがって、SAMと一緒にしばしばビタミンBサプリメントが飲まれる。これらのビタミンはホモシステインを他の有用な化合物へ代謝させるのを助ける。
SAMの副作用が不眠症であるという別の報告がある:したがってサプリメントは多くの場合午前中に飲まれる。軽度の副作用の他の報告では、食欲不振、便秘、悪心、口渇、発汗、および不安・神経過敏を含んでいるが、これらの副作用はプラセボ比較試験でプラセボ群中でもおよそ同じ発生率で生じる。一部の利用者はわずか50ミリグラム/日で不安の増加を報告している。

### 躁病の誘導
SAMに関する広範囲なMEDLINE検索で、ケーガンは非経口のSAMで治療された15の治療から1人の患者の躁病の誘導を発見した。同じレビューで、リピンスキーは、双極性障害（計9のうつ病患者の調査であった）の2人の患者に躁病の明らかな誘導を発見した。躁も鬱も、寛解の後でさえもせん妄を引き起こす可能性があり、命にかかわる状態となりえる。
抗うつ薬は概して、躁鬱病の人に躁病あるいは軽躁病を誘発する懸念がある。

### 相互作用および禁忌
SAMはインスリン抵抗性を減らす。このことは経口血糖降下薬と併用されたとき、低血糖につながる可能性がある。